# Living the Blues
| Recensione              | Giudizio        |
| ----------------------- | --------------- |
| AllMusic                | [ 2 ]           |
| Sputnikmusic            | 3.9 (Excellent) |
| Dizionario del Pop-Rock | [ 4 ]           |
| 24.000 dischi           | [ 5 ]           |

Living the Blues è il terzo album discografico dei Canned Heat, pubblicato originariamente in doppio vinile dalla casa discografica Liberty Records nel novembre del 1968.

## Tracce
Lato A
1. Pony Blues – 3:47
2. My Mistake – 3:21 (Alan Wilson)
3. Sandy's Blues – 6:45 (Robert Big Fat Hite)
4. Going Up Country – 2:51 (Alan Wilson)
5. Walking by Myself – 2:28 (Jimmy Rodgers)
6. Boogie Music – 3:13 (L.T. Tatman III)

Lato B
1. One Kind Favor – 4:44 (Arrangiamento e adattamento di L.T. Tatman III)
2. Parthenogenesis – 19:54 (Canned Heat)

Lato C
1. Refried Boogie (Part I) – 20:10 (Canned Heat)

Lato D
1. Refried Boogie (Part II) – 20:50 (Canned Heat)

## Formazione
- Bob Hite - voce solista
- Bob Hite (Bear) - voce (brano: Parthenogenesis: IV. Bear Wires)
- Alan Wilson - voce, chitarra slide, harp, tambura
- Alan Wilson (Owl) - jaw-harp (brano: Parthenogenesis: I. Nebulosity / II. Rollin' and Tumblin' / IX. Childhood's End)
- Alan Wilson (Owl) - chitarra (brano: Parthenogenesis: III. Five Owls)
- Alan Wilson (Owl) - four harps (brano: Parthenogenesis: III. Five Owls)
- Alan Wilson (Owl) - chromatic harp (brano: Parthenogenesis: VII. Raga Kafi)
- Henry Vestine - chitarra solista
- Henry Vestine (Sunflower) - chitarra a 5 corde (brano: Parthenogenesis: VI. Sunflower Power)
- Henry Vestine (Sunflower) - chitarra (brano: Parthenogenesis: VIII. Icebag)
- Larry Taylor - basso elettrico
- Larry Taylor (Mole) - congas (brano: Parthenogenesis: V. Snooky Flowers)
- Adolfo De La Parra - batteria
- Adolfo De La Parra (Fito) - batteria (brano: Parthenogenesis: V. Snooky Flowers)

Musicisti aggiunti
- Joe Sample - pianoforte (brano: Sandy's Blues)
- Dr. John Creaux - pianoforte, arrangiamento strumenti a fiato (brano: Boogie Music)
- Charlie Patton - chitarra (brano: Boogie Music)
- Henry Sims - violino (brano: Boogie Music)
- John Fahey - chitarra (brano: Parthenogenesis: I. Nebulosity)
- John Mayall - pianoforte (brano: Parthenogenesis: IV. Bear Wires)[9]

Note aggiuntive
- Canned Heat e Skip Taylor - produttori
- Lato A e B, registrati al I.D. Sound Recorders di Hollywood (California)
- Lato C e D, registrati dal vivo al The Kaleidoscope di Hollywood (California)
- Riachard (Get Yourself Together) Moore - ingegnere delle registrazioni
- Ivan Fisher - assistente ingegnere delle registrazioni
- Masterizzato al Artisan Sound Recorders di Pasadena (California)
- Miles Grayson - arrangiamento strumenti a fiato (brano: Sandy's Blues)
- Dr. John Creaux - arrangiamento strumenti a fiato (brano: Boogie Music)
- Woody Woodward - art direction
- Peter Bernuth - fotografia
- Jima Abbott - grafica ed effetti fotografici[10]